# Барбадосская национальная партия
Барбадосская национальная партия (англ. Barbados National Party) — бывшая консервативная политическая партия на Барбадосе, особенно была активна в 1960-е годы. Была официально основана в 1940 году как «Ассоциация выборщиков Барбадоса», в 1956 году переименована в Прогрессивно-консервативную партию, а с 1958 года стала называться Барбадосская национальная партия.

## История
На первых выборах на Барбадосе в 1940 году неформальная группа белых политиков Ассоциация избирателей получила 19 из 24 мест в Палате собрания. В следующем 1941 году группа стала официальной политической партией под названием «Ассоциация выборщиков Барбадоса». На выборах 1942 года партия получила 15 мест, но на выборах 1944 года представительство Ассоциации выборщиков Барбадоса под руководством Фреда Годдарда сократилась до 8 мест, а Прогрессивная лига Барбадоса и Партия Вест-Индского национального конгресса сформировали коалиционное правительство. На выборах 1946 года Ассоциация получила 6 мест, но в 1948 году её фракция увеличилась до 9 мест.
На выборах 1951 года, первых при всеобщем избирательном праве, партия, возглавляемая Эрнестом Моттли, получила 4 места. На выборах 1956 года партия выступала как Прогрессивно-консервативная партия, получив три места. Перед федеральными выборами 1958 года в Вест-Индии партия была переименована в Национальную партию Барбадоса и получила одно из пяти мест, выделенных Барбадосу в Палате представителей парламента Федерации Вест-Индии. Партия получила четыре места на всеобщих выборах 1961 года в Барбадосе, на которых она призвала избирателей голосовать за Демократическую лейбористскую партию в избирательных округах, в которых она не участвовала. После сокращения до двух мест в 1966 году партия была распущена в 1970 году.

## Участие в выборах
| Выборы | Лидер        | Голосов | %     | Мест     | +/- | Позиция | Правительство                    |
| ------ | ------------ | ------- | ----- | -------- | --- | ------- | -------------------------------- |
| 1939   |              |         |       | 19 из 24 | 19  | 1       | Кабинет министров не существовал |
| 1942   |              |         |       | 15 из 24 | ▼ 4 | ▬ 1     | Кабинет министров не существовал |
| 1944   | Фред Годдард |         |       | 8 из 24  | ▼ 7 | ▬ 1=2=3 | Кабинет министров не существовал |
| 1946   | Фред Годдард |         |       | 6 из 24  | ▼ 2 | ▼ 3     | Кабинет министров не существовал |
| 1948   | Фред Годдард | 12 467  | 42,8% | 9 из 24  | ▲ 3 | ▲ 2     | Кабинет министров не существовал |
| 1951   | Эрнст Моттли | 29 131  | 29,8% | 4 из 24  | ▼ 5 | ▬ 2     | Кабинет министров не существовал |
| 1956   | Эрнст Моттли | 21 060  | 21,4% | 3 из 24  | ▼ 1 | ▼ 3     | Оппозиция                        |
| 1961   | Эрнст Моттли | 24 015  | 22,1% | 4 из 24  | ▲ 1 | ▬ 3     | Оппозиция                        |
| 1966   | Эрнст Моттли | 14 801  | 10,1% | 2 из 24  | ▼ 2 | ▬ 3     | Оппозиция                        |